# Gidayū-bushi
Le gidayū-bushi (義太夫節) est un style narratif du théâtre de marionnettes bunraku, créé par Takemoto Gidayū (1651-1714, 竹本義太夫), qui fusionne la déclamation vigoureuse du katarimono (語り物) et l'élément mélodique du utaimono (歌い物 ou 歌物).
Ce style devient le modèle de référence pour la récitation après que son collaborateur, le dramaturge Chikamatsu Monzaemon, travaille au théâtre qui crée le Takemoto Gidayū, le Takemotoza[pas clair] (竹本座), à l'est du quartier Dōtombori à Osaka en 1684.